# Heisdorf

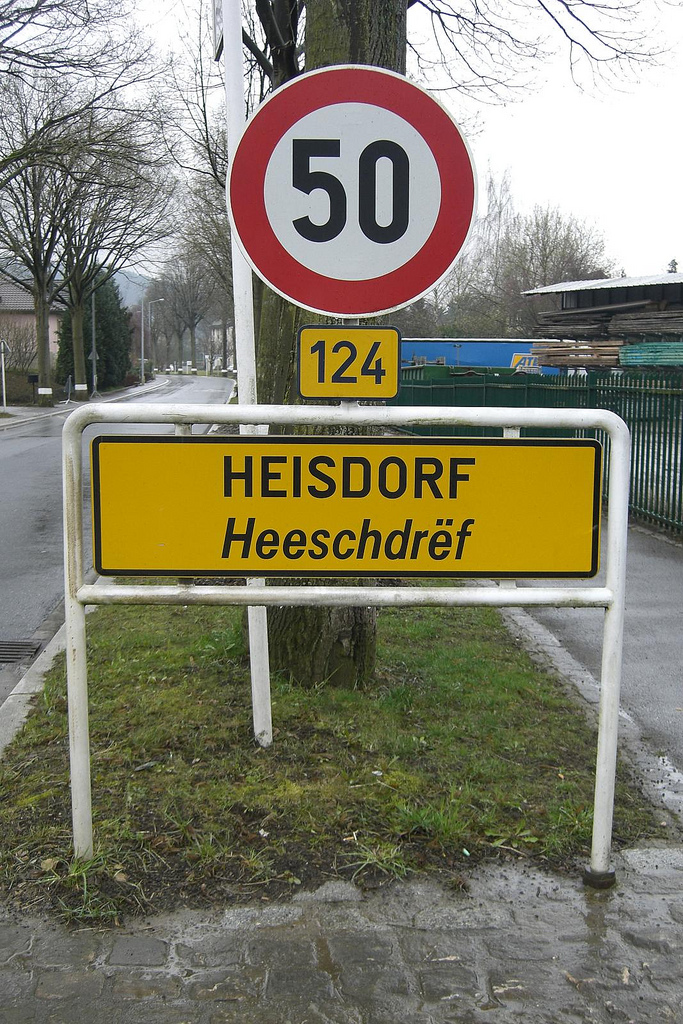
Señal de entrada a la localidad de Heisdorf.

Heisdorf (en luxemburgués Heeschdrëf) es un pueblo de la comuna de Steinsel, en el centro de Luxemburgo, a unos 8 km al norte de la capital, Luxemburgo (ciudad). 
En 2005 contaba con una población de 1553 habitantes.

## Cómo llegar y salir

### Transporte público
El pueblo cuenta con un apeadero de tren, donde paran con frecuencias de entre media hora y una hora diversos trenes regionales, y tres paradas de autobús para las líneas 282 (Kirchberg - Steinsel), 285 (Luxembourg Gare - Steinsel) y 290 (Luxembourg Gare - Mersch). El trayecto en tren hasta Luxemburgo dura unos 10 minutos y el trayecto en autobús entre 20 y 30 minutos. Para consultar los horarios véase Mobilitéitszentral